# Weybourne
Weybourne è un villaggio di pescatori nel distretto del Nord Norfolk. Il paese si trova a cavallo della strada costiera A149, a tre miglia ovest di Sheringham, all'interno del Norfolk Coast AONB (Area of Outstanding Natural Beauty). Weybourne è nominato nel Domesday Book, in quell'indagine è chiamato Wabrume.
Vi si trovano i resti di una vecchia abbazia Agostiniana fondata intorno al 1200 d.C. sul terreno si una chiesa sassone da Sir Ralph de Meyngaren. Dal 1494 solo un priore e tre canonici vi hanno vissuto. Uno dei canonici si lamentò che il priore era così povero da non essere in grado di pagargli i suoi 20 scellini annuali. Durante un'altra ispezione nel 1514 erano presenti solo un priore e un canonico, la situazione rimase tale fino a quando Enrico VIII ordinò lo scioglimento dei monasteri e delle abbazie.
Il villaggio è circondato da terreni agricoli ben ordinati, terreni boschivi e terre umide non coltivate. La zona è eccellente per fare camminate, godersi la campagna e la costa. L'attività di bird-watching è molto popolare, nei dintorni è facile poter osservare animali selvatici.
I continui cambi nella gestione politica hanno creato una gestione discontinua del problema dell'erosione costiera nel distretto del Nord Norfolk.

## Amenità
Nel paese esiste un negozio il Weybourne stores, alcuni ostelli compreso The Ship public house che serve ottime birre Ales a pasti caldi a pranzo e cena. A pochi minuti di cammino del centro del villaggio c'è il Maltings Hotel che offre ristorazione e bar, oltre che camere.

## Seconda Guerra Mondiale

### Difesa
Weybourne è stata a lungo considerato come possibile luogo di invasione; una delle ragioni risiede nella conformazione geologica: acque profonde e spiagge senza scogliere, perfette per permettere lo sbarco di truppe.
Durante la seconda guerra mondiale furono costruiti sistemi di difesa intorno a Weybourne, come parte di un programma anti-invasione. Le spiagge furono minate e dotate di barriere artificiali, inoltre nei terreni interni furono costruiti dei fortini, sistemate barriere di fino spinato, un lungo fossato anticarro e altri sistemi di difesa.

### Weybourne Camp
Durante la seconda guerra mondiale, Weybourne Camp era un sito ad alta segretezza e ospitava una postazione di artiglieria antiaerea. Questa postazione, insieme al campo complementare di Stiffkey, rappresentavano il principale poligono di esercitazione per la contraerea durante la seconda guerra mondiale. Nel Norfolk la linea costiera divenne zona controllata dalle forze armate britanniche. Questa zona sotto controllo si estendeva per 10 km nel Mare del Nord attorno al Norfolk. Weybourne Camp era parte vitale di questa zona.
Weybourne Camp venne visitato due volte da Winston Churchill nel 1914. Queste visite ebbero luogo immediatamente dopo l'evacuazione di Dunkerque, quando la difesa britannica era in stato di massima allerta. Durante la prima visita venne tenuta una dimostrazione contraerea, ma i risultati furono insoddisfacenti. Il Primo Ministro diede al comandante sette giorni per migliorare lo standard. Durante la seconda visita, ogni dimostrazione ripetuta fini in un fallimento, finché un Queen Bee, un aeroplano bersaglio senza pilota, venne colpito e si schiantò a terra vicino alla postazione delle autorità. La storia dice che tutto lo staff superiore del campo venne rimpiazzato il giorno successivo.

### Lo strano caso della spia tedesca al mulino a vento di Weybourne
A Weybourne inoltre c'è un esempio di mulino a vento, restaurato ma non in condizioni operative. Venne costruito nel 1850.
Durante la seconda guerra mondiale alcune voci circolavano a proposito dei residenti al mulino, le chiacchiere sostenevano che questi fossero spie per conto della Germania. Due poliziotti locali durante una camminata notturna lungo la strada che va dal cottage della guardia costiera fino al mulino, videro dei flash di luce provenire dal mulino stesso diretti verso il mare.
I sospetti crebbero nel villaggio a proposito dell'uomo che viveva nel mulino insieme a una strana moglie.
L'uomo che viveva nel mulino era il signor Dodds; sua moglie apparentemente aveva uno spiccato accento straniero, che i locali descrissero come tedesco o austriaco. Apparentemente niente fu fatto (il che sembra strano essendo periodo di guerra e vista la vicinanza di Weybourne Camp), ma questa faccenda seccò molto uno dei due poliziotti che due sere dopo tornò al mulino e rivide le stesse cose.
La storia narra che il signor Dodds lasciò un giorno la sua bicicletta incustodita fuori da un campo da tennis e la bicicletta cadde. Un passante risollevò la bicicletta e la borsa che vi era appesa che cadde dal cestino: diede un'occhiata al contenuto della borsa e vi trovò una radiotrasmittente. Raccontò alla polizia ciò che era accaduto e uno o due giorni più tardi le autorità prelevarono il signor Dodds e sua moglie.
A Weybourne si trova anche un mulino ad acqua, lungo la strada per la spiaggia.

## La collezione Muckleburgh a Weybourne Camp
Un'attrazione popolare è la Collezione Muckleburgh: la più grande collezione privata di carri armati, aerei e altri veicoli militari usati nelle guerre di tutto il mondo. Si trova sulla strada che porta all'osservatorio atmosferico dell'Università dell'East Anglia.

## La ferrovia a vapore del North Norfolk

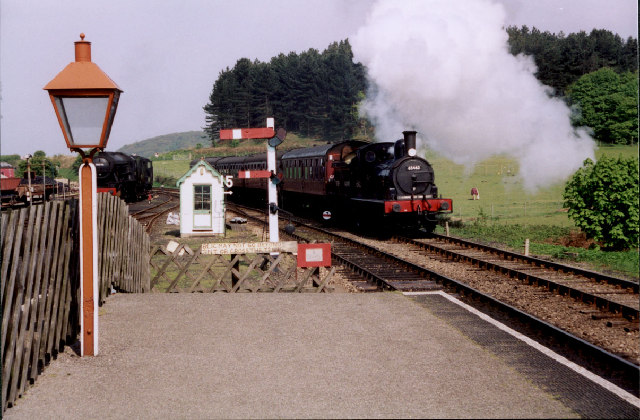
L'arrivo di un convoglio in stazione

Un'altra attrazione locale è la ferrovia a vapore del Nord Norfolk che corre da Sheringham attraverso Weybourne fino a Holt.
La linea è nota anche con l'appellativo di "Poppy Line", questa linea ferroviaria taglia la campagna a est di Weybourne e passa attraverso una stazione perfettamente conservata che inoltre ospita una baracca per locomotive con una carrozza di manutenzione e un centro di restauro.
La stazione ferroviaria di Weybourne si trova a circa 1000 yard (circa 914 metri) dal centro del villaggio. La stazione è segnalata sulla strada costiera, la svolta è di fronte alla chiesa. La stazione principale fu costruita nel 1900 insieme ad altre strutture, appropriate per l'epoca, come la cabina di blocco ferroviario; la sala d'attesa e la passerella pedonale furono invece 'importate' da altre stazioni. La stazione è stata spesso utilizzata da registi e artisti come set.
Nella stazione è presente un piccolo negozio che vende sandwich, bibite analcoliche, caffè, ecc. I visitatori possono godersi una tazza di tè e sfruttare l'area picnic per guardare i treni.
Durante i fine settimana viene organizzato un mercatino di libri con una vasta gamma di vecchi libri e giornali sulle ferrovie, insieme con video e cd commemorativi. La ferrovia offre un giro di 10.5 miglia (circa 17 km) su un treno a vapore (un diesel d'epoca in alcune occasioni) attraverso la piacevole area del Nord Norfolk, designata come area di eccezionale bellezza naturale.

## La costa e il contrabbando
La costa all'altezza di Weybourne insolitamente ha una ripida spiaggia ghiaiosa che venne considerata come un punto vulnerabile nel 1588 a causa dell'Invincibile Armata Spagnola.
Il villaggio era inoltre utilizzato per il contrabbando di oggetti come Gin 'over proof' (con tasso alcolico più alto del consentito)
e balle di tabacco pressato.
La costa tra Sheringham e Weybourne era popolare per l'arrivo di beni dal mare grazie al fatto che le navi potevano ancorarsi molto più vicino alla riva rispetto ad altre coste. C'era inoltre un conveniente salto nelle scogliere attraverso il quale le materie potevano essere trasportate. Storie di folklore raccontano che il mugnaio del locale mulino a vento avrebbe fermato le pale del mulino in modo da avvisare i contrabbandieri che i doganieri o i guardiacoste erano alle loro costole, oppure le avrebbe fatte ripartire se la costa fosse stata libera da controlli.
Sulla spiaggia di Weybourne la possibilità di nascondersi era tanto limitata che si pensa che coloro che aspettavano lo sbarco delle merci si nascondessero seppellendosi fino al collo nella ghiaia della spiaggia, fino all'avvistamento dei velieri all'orizzonte. Questa storia forse si spinge oltre il credibile, ma il fatto che queste storie vengano raccontate anche altrove, nel Suffolk, gli conferisce maggior attendibilità.
Nel 1800 William J. Bolding, il proprietario del mulino ad acqua di Weybourne e di molto dell'entroterra di Weybourne, presumibilmente chiudeva un occhio sui beni che venivano fatti arrivare a terra sulla costa di sua proprietà e veniva ricompensato con merci lasciate discretamente sulla soglia di casa sua.
Nel febbraio del 1873, il luogotenente George Howes e i suoi uomini in Weybourne, intercettarono un gruppo numeroso di contrabbandieri armati nelle vicinanze di Kelling. Molti colpi di arma da fuoco furono scambiati e i guardiacoste recuperarono cinque cavalli con carretti carichi di 540 galloni (circa 2000 litri) di Brandy e circa 4.000 libbre (circa 1800 kg) di tabacco lavorato.
Gruppi di volontari gestivano la Rocket House e salvarono molte vite tra quelle dei marinai delle navi che andarono distrutte sulla costa di Weybourne. L'equipaggio della nave Emily però non fu così fortunato, tutti persero la vita eccetto il capitano. Nel 1823 un brigantino, partito da Napoli, che trasportava un carico di olio d'oliva affondò, ma sei dei suoi marinai furono salvati. Quando un veliero norvegese, Ida, fu distrutto mentre portava legname per le miniere a Cardiff, tutto l'equipaggio fu salvato usando una 'rocket line'. Questo sistema di salvataggio prevedeva che da terra venisse lanciata una corda, la quale una volta fissata all'albero della nave fungeva da ponte per l'approdo dei marinai.
L'equipaggio e alcuni abitanti salvarono parte del legname che, si dice, ancora oggi sopravvive nei granai e nei cottage dei dintorni di Weybourne. Nel gennaio del 1915 i corpi di sei marinai della S.S. Geroge Royal vennero ritrovati sulla spiaggia di Weybourne. Nel cimitero c'e una pietra tombale in loro memoria.
La Rocket House esiste ancora ma è divenuta un'abitazione privata.